# Moderata ungdomsförbundet
Moderata ungdomsförbundet (MUF) är ett liberalkonservativt ungdomsförbund som är knutet till  Moderata samlingspartiet. MUF är (2024) Sveriges och Nordens näst största politiska ungdomsförbund. Förbundet tjänar som plantskola för blivande moderata politiker och som opinionsbildare. MUF anses ofta mer liberalt än moderpartiet och anger individens frihet som sin viktigaste fråga.
MUF:s centrala kansli ligger i moderaternas lokaler på Blasieholmen i Stockholm, där förbundsordföranden (heltidsarvoderad av förbundet) och ett antal tjänstemän har sin arbetsplats. Huvuddelen av verksamheten bedrivs dock i de 25 distrikten som ungefär motsvarar länsindelningen. De största distrikten har traditionellt varit Stockholm och Skåne följda av Östergötland och Göteborg. Distrikten består i sin tur av ortföreningar, skolföreningar och studentföreningar.

## Historia

Engelbrektsbågen från 1934 användes fram till 1985 som logotyp av MUF.

MUF bildades under namnet Ungsvenskarna 1934, sedan Allmänna valmansförbundet (nuvarande Moderata samlingspartiet) hade brutit samarbetet med Sveriges Nationella Ungdomsförbund efter SNU:s dragning mot nazismen. 1946 antogs namnet Högerns ungdomsförbund (HUF), och 1969 antogs nuvarande namn. Till skillnad från SNU, som var en fristående organisation, har Ungsvenskarna/HUF/MUF alltid varit en del av Högerns/Moderaternas partiorganisation och medlemmarna blir kollektivanslutna till partiet. Under 1990-talet pågick en lång period av splittring inom förbundet mellan konservativa och nyliberaler. Vid förbundets stämma på Hotell Lappland i Lycksele 1992 utspelades en ledarstrid som gått till historien under namnet Slaget i Lycksele. Striden stod mellan de konservativas kandidat Fredrik Reinfeldt och den sittande förbundsordföranden, nyliberalen Ulf Kristersson. Fredrik Reinfeldt gick med knapp majoritet vinnande ur striden och blev ordförande i en styrelse som hade Gunilla Carlsson och Ulrik Nilsson som vice ordförande. Den 31 december 2023 hade förbundet 17 323 medlemmar.[källa behövs]

## Politisk åskådning
MUF bygger officiellt på konservativa och liberala idéer.

### Ställningstaganden
Förbundet anger fyra ställningstaganden som grundläggande för förbundets politik, vilka av förbundet anses leda tillbaka till individens frihet:
- För individens frihet – mot politiskt förtryck och tvång.
- För varje människas ansvar för sin framtid – mot förmynderi och politisk klåfingrighet.
- För mångfald och respekt för olikheter – mot intolerans och likriktning.
- För en fri marknad och en värld utan gränser – mot murar och regleringar.

### Ekonomisk politik
Man har tagit ställning för en begränsad välfärdsstat finansierade med låga och platta skatter.[källa behövs]

### Sociala frågor
MUF arbetar för att 18-årsgräns ska införas på alkoholinköp.[källa behövs]

### Utrikespolitik
Utrikespolitiskt anser MUF sig se demokratin som grundläggande värde och vill reformera Förenta nationerna (FN) enligt denna princip. MUF stöder generellt Israel och USA och har förespråkat att skicka svenska trupper till Irak. Förbundet förespråkar frihandel, fri invandring och slopat bistånd. MUF har alltid varit positivt till Europeiska unionen men har uttalat sig mot vad man anser som för mycket överstatlighet, och även tagit ställning mot ett svenskt fullständigt medlemskap i EMU.

## Medlemstidning
Förbundet utgav medlemstidskriften Blått med fyra nummer per år. Tidskriften hette 1969–1996 Moderat debatt och innan dess Ung höger. Förbundsstyrelsen beslutade 2016 att lägga ner tidningen Blått.

## Organisation
Under jämna år hålls en förbundsstämma, denna behandlar motioner, propositioner samt ordinarie val till förbundsstyrelsen. Under udda år hålls istället en arbetsstämma, denna behandlar enbart motioner och propositioner förutsatt att det inte krävs potentiella fyllnadsval till förbundsstyrelsen. Stämmorna består av hundra ombud från distrikten samt förbundsstyrelsens ledamöter. De hundra ombuden fördelas till distrikten proportionellt efter medlemsantal, men med en garanti om minst två ombud. Samtliga av förbundets medlemmar kan skicka in motioner till både förbunds- och arbetsstämma samt kandidera till förbundsstyrelsen.

### Förbundsstyrelsen
Förbundsstyrelsen ansvarar för den löpande styrningen av verksamheten. Sittande förbundsstyrelse valdes på förbundsstämman i november 2024:
Presidiet
- Förbundsordförande: Douglas Thor, Jönköping
- 1:e vice förbundsordförande: Linda Obiedzinski, Skåne
- 2:e vice förbundsordförande: Noa Samenius, Stockholm

Ledamöter
- Hannah Björnerhag
- Izabel Riedl
- Elvira Löwenadler
- Oliver Zito, internationell sekreterare
- Jonathan Kahrs
- Noah Hjortman
- Alice Landerholm
- Emil Steen

### Moderat skolungdom
Inom MUF finns sektionen Moderat skolungdom (MSU), avsedd för skolungdom på högstadium och gymnasieskola. MSU hette fram till 1969–1970 Konservativ skolungdom. Bland MSU:s riksordförande märks Anders Björck, Per Unckel, Christofer Fjellner, Johan Forssell, Niklas Wykman, Erik Bengtzboe, Rasmus Törnblom och Benjamin Dousa. Riksordföranden är adjungerad ledamot i MUF:s förbundsstyrelse och dess arbetsutskott. Nuvarande riksordförande (sedan mars 2025) är Kaj Marinov. 

### Moderata studenter
Inom MUF finns även sektionen Moderata studenter (MST), vilket genom lokalföreningar verkar på ett antal högskolor och universitet i landet. MST grundades 2008, varefter dess första riksårsmöte hölls året därpå. MST:s första riksordförande var Caroline Garsbo. Bland efterträdande riksordföranden märks bland annat Ida Drougge, Benjamin Dousa och Douglas Thor. Riksordföranden är i likhet med MSU:s riksordförande adjungerad ledamot i MUF:s förbundsstyrelse och dess arbetsutskott. Nuvarande riksordförande (sedan mars 2024) är Simon Wallin.
Namnet Moderata studenter har använts som namn på kårpartier i studentkårers fullmäktige, dessa ska dock inte förväxlas med MUF-sektionen.

### Distrikten
Distrikten är MUF:s lokala länsavdelningar, vanligtvis indelade efter valdistrikt. MUF består av 25 distrikt. Distrikten samlar alla ort- och skolföreningar inom distriktets berörda kommuner. MUF-distriktet ansvarar för att samordna föreningarna och anordna en årlig distriktsstämma där styrelsen för distriktet väljs och där man fattar beslut om vilken politik som ska drivas tillsammans lokalt, mot förbundet eller i partiet.
På distriktsstämman beslutar distriktets medlemmar i regel om vilka ombud och ersättare distriktet skall representeras av på MUF:s förbunds- och arbetsstämmor, MSU:s rikskonferens eller MST:s rikskonferens. Röstlängden på de nationella förbunds- och arbetsstämmorna är 101. Alla distrikt har minst 2 ombud, medans resterande ombudsfördelning mellan distrikten baseras på lokala medlemsantal. 
| Distrikt                   | Ordförande                   | Omfattning | Info |
| Norrlands MUF              | Norrlands MUF                | Norrlands MUF | Norrlands MUF |
| -------------------------- | ---------------------------- | --- | --- |
| MUF Norrbotten             | Arvid Persson (2025)         | Distriktet omfattar Norrbottens län | |
| MUF Västerbotten           | Johan Lindström (2025)       | Distriktet omfattar Västerbottens län | Under 1980-talet var MUF Skellefteå en långt mer konservativ förening än övriga förbundet. Åsiktssprickan ledde till slut till att Skellefteåföreningen uteslöts ur förbundet. I början av 1990-talet leddes föreningen av Thomas Idergard, varvid skolföreningar startades på stadens tre gymnasieskolor.                                                                            |
| MUF Jämtland               | Tuva Åhlén (2025)            | Distriktet omfattar Jämtlands län | MUF Jämtland blev uppmärksammat i nationell media när TV4 rapporterade om misstänkta oegentligheter vid valet av distriktsordförande på distriktsstämman i Östersund 2023. Det som följde var en utredning från partiet och hot från MUCF om indragna medel till förbundet. |
| MUF Västernorrland         | Charlie Hederberg (2025)     | Distriktet omfattar Västernorrlands län | |
| MUF Gävleborg              | Ali Al-Salem (2025)          | Distriktet omfattar Gävleborgs län | |
| Svealands MUF              |                              | | |
| MUF Dalarna                | Elias Åkerman (2023)         | Distriktet omfattar Dalarnas län | |
| MUF Värmland               | Sara Åkerström (2025)        | Distriktet omfattar Värmlands län | |
| MUF Uppsala län            | Edvin Littorin (2025)        | Distriktet omfattar Uppsala län | |
| MUF Stockholm              | Rebecca Nordin Vainio (2025) | Distriktet omfattar Stockholms län och tillhör både Moderaternas i Stockholms län och Stockholms Stad                                                                           | |
| MUF Västmanland            | Michael Hessen (2022)        | Distriktet omfattar Västmanlands län | |
| MUF Örebro län             | Oscar Lundmark (2025)        | Distriktet omfattar Örebro län | |
| MUF Södermanland           | Arthur Limmergård (2025)     | Distriktet omfattar Södermanlands län | |
| Götalands MUF              |                              | | |
| MUF Fyrbodal               | Fredrik Eneroth (2023)       | Distriktet omfattar tidigare delar av MUF Bohuslän och MUF Norra Älvsborg. Tidigare MUF Västra Götaland Norra. Tillhör Moderaterna i Västra Götaland (s.k. MVG)                 | |
| MUF Östergötland           | Olle Connman Ek (2022)       | Distriktet omfattar Östergötlands län | |
| MUF Skaraborg              | Alva Doyle (2025)            | Distriktet omfattar gamla Skaraborgs län | |
| MUF Västra Götaland Västra | Arvid Strandberg (2022)      | Distriktet omfattar tidigare delar av MUF Bohuslän och MUF Norra Älvsborg. Tillhör Moderaterna i Västra Götaland (s.k. MVG)                                                     | |
| MUF Göteborg               | Wilhelm Warborn (2025)       | Distriktet omfattar Göteborgs kommun. Tillhör Moderaterna i Västra Götaland (s.k. MVG)                                                                                          | Distriktets egna devis är Mod och Brand. |
| MUF Jönköpings län         | Sam Kharazmi (2021)          | Distriktet omfattar Jönköpings län | |
| MUF Gotland                | Kalle Johansson (2025)       | Distriktet omfattar Gotlands län | |
| MUF Södra Älvsborg         | Maria Nordgren (2025)        | Distriktet omfattar södra delen av gamla Älvsborgs län, kommunerna Bollebygd, Borås, Mark, Svenljunga, Tranemo och Ulricehamn. Tillhör Moderaterna i Västra Götaland (s.k. MVG) | |
| MUF Kalmar län             | Charlotte Carlgren (2025)    | Distriktet omfattar Kalmar län | |
| MUF Kronobergs län         | Emma Falkbacken (2022)       | Distriktet omfattar Kronobergs län | |
| MUF Halland                | Sara Fladje (2024)           | Distriktet omfattar Hallands län | |
| MUF Blekinge               | Lucas Amgren (2024)          | Distriktet omfattar Blekinge län | |
| MUF Skåne                  | Edmir Mehmeti (2023)         | Distriktet omfattar Skåne län. Distriktet bildades år 2000 genom en sammanslagning av de tidigare distrikten MUF Malmöhus och MUF Kristianstads län                             | Den 21 mars 1934 bildades det som i dag heter Moderata Ungdomsförbundet i Malmö stad, då Ungsvenska föreningen i Malmö. Till ordförande valde man advokat Valdemar Carling. Föreningen etablerade sig snabbt och kunde vid 10-årsjubileet, där Ungsvenska förbundets första ordförande Torgil von Seth talade, konstatera att föreningen vuxit till en av stadens största föreningar. |

#### Tidigare distrikt
- MUF Bohuslän: distriktet omfattade Bohuslän och var verksamt fram till 2017, då det uppgick i MUF Västra Götaland, Norra eller Västra.
- MUF Norra Älvsborg: distriktet omfattade norra delen av gamla Älvsborgs län, nämligen kommunerna Ale, Alingsås, Bengtsfors, Dals-Ed, Färgelanda, Herrljunga, Lerum, Lilla Edet, Mellerud, Trollhättan, Vårgårda, Vänersborg och Åmål. Distriktet var verksamt fram till 2017, då det uppgick i MUF Västra Götaland, Norra eller Västra

## Bidrag
Ungdomsförbundet fick 2016–2011 statsbidrag ifrån Myndigheten för ungdoms- och civilsamhällesfrågor.
| År                                                 | 2023      | 2019      | 2016      | 2015      | 2015      | 2014      | 2013      | 2012    | 2011      |
| MUCF organisationsbidrag, avrundat till SEK 10 000 | 2 757 000 | 2 237 000 | 2 370 000 | 2 320 000 | 2 650 000 | 2 480 000 | 2 290 000 | 810 000 | 2 560 000 |

## Priser och utmärkelser
2000 belönades Moderata ungdomsförbundet tillsammans med Sveriges socialdemokratiska ungdomsförbund, Grön ungdom, Liberala ungdomsförbundet, Ung vänster och Centerpartiets ungdomsförbund med Regnbågspriset.

## Lista över förbundsordförande
- 1934–1941: Torgil von Seth
- 1941–1945: Folke Kyling
- 1945–1949: Ebbe Ohlsson
- 1949–1952: Gunnar Heckscher
- 1952–1954: Bengt Lind
- 1954–1957: Birger Isacsson
- 1957–1959: Sven Johansson
- 1959–1961: Paul Brundin
- 1961–1963: Gunnar Hillerdal
- 1963–1965: Birger Hagård
- 1965–1966: Eric Krönmark (motkandidat: Jan Gillberg)
- 1966–1971: Anders Björck
- 1971–1976: Per Unckel
- 1976–1979: Per-Arne Arvidsson
- 1979–1984: Gunnar Hökmark (motkandidat: Mikael Odenberg)
- 1984–1988: Beatrice Ask
- 1988–1992: Ulf Kristersson
- 1992–1995: Fredrik Reinfeldt (motkandidat: Ulf Kristersson)
- 1995–1998: Thomas Idergard
- 1998–2000: Gunnar Strömmer
- 2000–2002: Tove Lifvendahl
- 2002–2004: Christofer Fjellner
- 2004–2006: Johan Forssell
- 2006–2010: Niklas Wykman (motkandidat: Mattias Thorsson)
- 2010–2014: Erik Bengtzboe
- 2014–2016: Rasmus Törnblom
- 2016–2020: Benjamin Dousa (motkandidat: Rasmus Törnblom)
- 2020–2022: Matilda Ekeblad
- 2022–: Douglas Thor (motkandidat: Matilda Ekeblad)

- Tre av ungdomsförbundets förbundsordförande, Gunnar Heckscher, Fredrik Reinfeldt och Ulf Kristersson, har senare blivit partiordförande i Moderaterna.

## Lista över generalsekreterare
Generalsekreteraren utses av förbundsstyrelsen.
- 1998–2000: Andreas Bengtsson
- 2000–2002: Tomas Tobé
- 2002–2004: Karl Berlin
- 2004–2006: Oskar Öholm
- 2006–2010: Lars Rådén
- 2010–2012: Gustav Schyllert
- 2012–2014: Caroline Lagergren
- 2014–2016: Dennis Wedin
- 2016–2018: Fritz Lennaárd
- 2018–2020: Simon Johansson
- 2020–2022: Fredrik Hultman
- 2022–2024: Johannes Thernström[22]
- 2024-: Carl Hedenbergh

## Lista över internationella sekreterare
Internationella sekreteraren utses av förbundsstyrelsen.
- 2012–2014: Arba Kokalari
- 2014–2016: Gustaf Göthberg
- 2016–2018: Simon Johansson
- 2018–2020: Fredrik Hultman
- 2020–2022: Pasi Huikuri
- 2022–2024: Carl Gustav Pfeiffer[23]
- 2024- : Oliver Zito

## Lista över hedersordförande
Genom åren har fyra personer blivit utnämnda till hedersordförande i Moderata ungdomsförbundet:
- Torgil von Seth, utnämnd 1941
- Gösta Bohman, utnämnd 1980
- Gunnar Hökmark, utnämnd 2008
- Fredrik Reinfeldt, utnämnd 2014